# Hans Svensson
För Hans Svensson Hermod, se Hermods AB

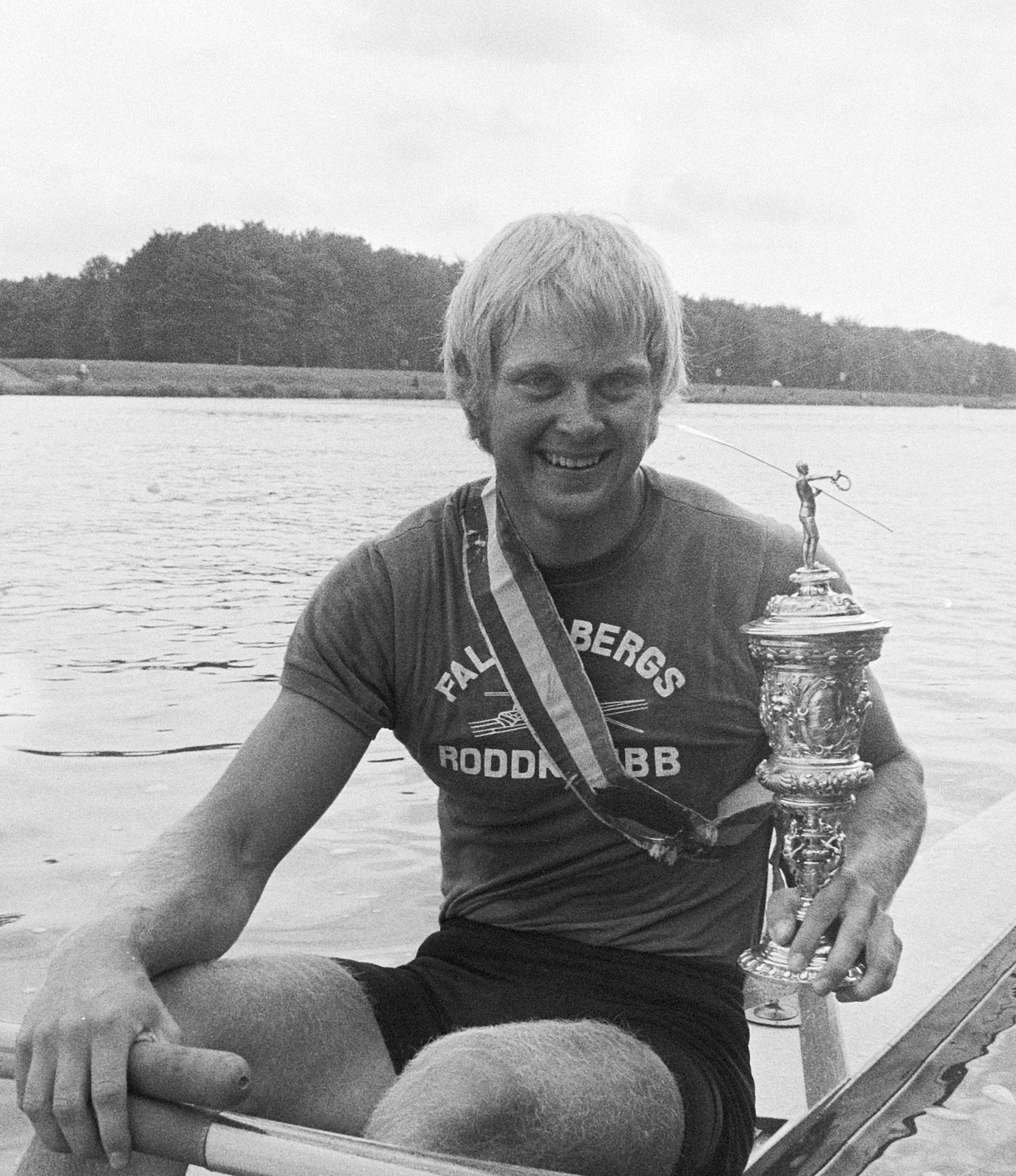
Hans Svensson, 1977

Hans "Hasse" Svensson, född 30 juli 1955, är en svensk roddare aktiv under 1970- och 1980-talet. 
Svensson hade stora framgångar som roddare för Falkenbergs roddklubb med 12 SM-guld i singelsculler samt sju SM-guld i lagbåtar. Svensson har även deltagit i tre olympiska spel, Montréal 1976 (placerade sig nia), Moskva 1980 (placerade sig femma) samt Los Angeles 1984 (placerade sig sexa). Vid invigningen av sommarspelen i Los Angeles var Hans Svensson svensk fanbärare. 
Svenssons bästa placering vid sina elva världsmästerskap är en tredjeplats 1983 i båtklassen fyra utan styrman. I båten rodde även Lars-Åke Lindqvist, Anders Wilgotson och Anders Larsson, alla Öresjö SS.
Svensson har även vunnit USA:s motsvarighet till SM tre gånger i klassen singelskuller och vann Holland Beker Trophy 1977.
Hans far Ingemar Svensson rodde i de olympiska sommarspelen 1952.
Svensson är bosatt i Portland, Oregon i USA.